# Reggie Walker
Reggie Walker (eigentlich: Reginald Edgar Walker; * 16. März 1889 in Durban; † 5. November 1951 ebenda) war ein südafrikanischer Leichtathlet. Bei den Olympischen Spielen 1908 in London wurde er Olympiasieger über 100 Meter.

## Biografie
Walker stammte aus der Kolonie Natal. Obwohl er 1907 südafrikanischer Meister geworden war, zählte er nicht zu den Favoriten für die Olympischen Spiele. Er hatte zunächst sogar Schwierigkeiten, nach London zu kommen, da nicht genügend Geld für seine Reise bereitstand. Erst ein Sportjournalist sammelte genügend Spenden, um Walker zu unterstützen. In England wurde Walker dann von Sam Mussabini trainiert, der später den britischen Sprinter Harold Abrahams zum Olympiasieg führen sollte.
Im olympischen Wettkampf konnten sich einige als Favoriten gehandelte Sprinter nicht für das Finale qualifizieren. Walker schaffte es und musste dort gegen drei Nordamerikaner antreten. Einer von ihnen, der US-Amerikaner James Rector hatte im Vorlauf ebenso wie Walker den olympischen Rekord eingestellt. Am Ende siegte Walker in 10,8 Sekunden mit etwa einem halben Meter Vorsprung vor Rector.
Bei seinem Olympiasieg war Walker 19 Jahre und 128 Tage alt. Damit ist er bis heute der jüngste Leichtathlet, der Olympiasieger über 100 Meter wurde.